# لبنان سات (پنسیلوانیا)
لبنان سات (به انگلیسی: Lebanon South) یک منطقهٔ مسکونی در ایالات متحده آمریکا است که در شهرستان لبنان، پنسیلوانیا واقع شده‌است. لبنان سات ۲٫۰ کیلومتر مربع مساحت و ۲٬۱۴۵ نفر جمعیت دارد.